# Ewa Lindstrand
Ewa Kristina Lindstrand, född 6 september 1954 i Sköns församling i Västernorrlands län, är en svensk politiker (socialdemokrat), bosatt i Ljustorp.
Ewa Lindstrand var kommunalråd, kommunstyrelsens ordförande och ledamot av kommunfullmäktige i Timrå kommun från 2002 till 2019. Hon är också ersättare i EU:s regionkommitté och ledamot i CONST – Utskottet för konstitutionella frågor, EU:s styrelseformer och ett område med frihet, säkerhet och rättvisa.